# Перкуиманс (округ)
Округ Перкуиманс (англ. Perquimans County) располагается в штате Северная Каролина, США. Официально образован в 1668 году. По состоянию на 2010 год, численность населения составляла 13 453 человека.

## География
По данным Бюро переписи США, общая площадь округа равняется 852 км², из которых 640 км² суша и 212 км² или 25 % это водоёмы.

## Население
По данным переписи населения 2000 года в округе проживает 11 368 жителей в составе 4 645 домашних хозяйств и 3 376 семей. Плотность населения составляет 18,00 человек на км2. На территории округа насчитывается 6 043 жилых строений, при плотности застройки около 9,00-ти строений на км2. Расовый состав населения: белые — 70,82 %, афроамериканцы — 27,99 %, коренные американцы (индейцы) — 0,18 %, азиаты — 0,21 %, гавайцы — 0,03 %, представители других рас — 0,13 %, представители двух или более рас — 0,64 %. Испаноязычные составляли 0,60 % населения независимо от расы.
В составе 28,20 % из общего числа домашних хозяйств проживают дети в возрасте до 18 лет, 56,50 % домашних хозяйств представляют собой супружеские пары проживающие вместе, 12,60 % домашних хозяйств представляют собой одиноких женщин без супруга, 27,30 % домашних хозяйств не имеют отношения к семьям, 24,10 % домашних хозяйств состоят из одного человека, 11,90 % домашних хозяйств состоят из престарелых (65 лет и старше), проживающих в одиночестве. Средний размер домашнего хозяйства составляет 2,42 человека, и средний размер семьи 2,86 человека.
Возрастной состав округа: 23,00 % моложе 18 лет, 6,80 % от 18 до 24, 24,40 % от 25 до 44, 26,60 % от 45 до 64 и 26,60 % от 65 и старше. Средний возраст жителя округа 42 лет. На каждые 100 женщин приходится 91,30 мужчин. На каждые 100 женщин старше 18 лет приходится 87,50 мужчин.
Средний доход на домохозяйство в округе составлял 29 538 USD, на семью — 35 212 USD. Среднестатистический заработок мужчины был 27 251 USD против 18 728 USD для женщины. Доход на душу населения составлял 15 728 USD. Около 13,90 % семей и 17,90 % общего населения находились ниже черты бедности, в том числе — 27,20 % молодежи (тех, кому ещё не исполнилось 18 лет) и 15,80 % тех, кому было уже больше 65 лет.